# Угори
Угори су породица риба која припада реду Anguilliformes (јегуље). 

## Начин живота
Ово су грабљиве рибе које лове друге рибе као што су бакалари, ослићи и табиње и то ноћу, док се преко дана скривају.

## Размножавање и циклус развића
Мрешћење се обавља у Атлантском океану и то на великим дубинама. Женке имају велике оваријуме и производе велики број јаја, тако да их може бити и до осам милиона. Пошто се сва јаја развијају у исто време, могу да теже половину укупне тежине рибе. Из оплођених јаја развијају се ларве у стадијуму лептоцефала које одлазе ка стеновитим приобалним водама. Када се преобразе, хране се док не постигну полну зрелост, а и тада долази до неких промена у организму.

## Ареал
Живе при обалама Европе и Северне Америке.

## Класификација
Породица угора се дели на следеће потпородице и родове:
- Потпородица Congrinae
- Потпородица Bathymyrinae
- Потпородица Heterocongrinae